# Consuetuds de Barcelona
|  | Aquest article tracta sobre accepció principal. Vegeu-ne altres significats a «Dret civil català». |

Les ordinacions d'en Sancta Cilia. És una col·lecció que figura a l'antiga compilació general de Catalunya amb el següent títol: De les consuetuds de la ciutat de Barcelona sobre les servituds de les cases i honors vulgarment dites d'en Sancta Cilia.
Existeix una nebulosa entorn a la data de la seva promulgació, i també en la incògnita si en Sancta Cilia fou l'autor o bé el redactor. És opinió corrent que foren promulgades en el governament d'en Jaume II (1291-1327) amb funció de legalitzar uns antics costums, sobre règim de policia municipal en matèria d'urbanisme.
Pel subtítol donat, sembla que es tracta d'un codi de servituds en propietats urbanes i rústiques. I no hi és, perquè si bé hi ha punts que s'hi refereixen, són molt pocs, ja que en la seva totalitat regula les relacions entre propietaris llindants.
Aquestes Ordinacions d'en Sancta Cilia es componen de 70 capítols I, demés, hi ha 3 capítols sota l'epígraf: Les ordinacions d'arbres que donen, i donar puguen, dany en terra d'altri. Se suposa que el text fou elaborat pel Consell dels Prohoms de la ciutat de Barcelona, i fou una disposició de caràcter general a aplicar a tot el territori del Principat de Catalunya. Cal esmenta que no hi ha en el seu redactat ni en la seva ordinació de disposicions, cap principi de mètode científic, però amb tota la seva senzillesa d'exposició, cal reconèixer la perfecció del punt pràctic tocant a l'edificació i plantació i que harmonitza el dret de la propietat.
A guisa sintetitzada citarem que entre les disposicions d'edificació n'hi ha sobre paret mitgera, aigües, passatges, vistes, terrats, pous, forns, incendis, claraboies, tanques de cas d'hort, i al marge de riera, finestres i instal·lació de telers i entre les disposicions de plantacions al límit del veí n'hi consten d'oliveres, d'arbres que fan escala, venda i talla d'arbres sense llicència del propietari, alzines, roures, pins i arbres fruiters.
També descriu els honoraris que hauran de cobrar els agrimensors cridats per amidar un camp i, si són lluny de la seva residència, se'ls proporcionarà la bèstia de sella.
La mida a tenir en compte, segons les Ordinacions, és la cana destra o sigui la mida barcelonina, que correspon a un marc de 12 pams i cada pam 12 minuts i cada minut dotze línies. Aquest marc equival aproximadament a 14 pams, 6 dotzens i 2/3, dels quals 8 componen la cana de Barcelona.
Han estat editades oficialment els anys 1481. 1589 i 1704. Consten en les Constitucions i d'altres drets de Catalunya en el llibre IV, títol 2n. Barcelona 1704. S'han fet múltiples edicions els segles XVIII, XIX i XX.
El seu text és de gran valor jurídic, i ha estat sempre vigent i, malgrat el trastorn político-social del 1714, que motivar els Decrets de Nova Planta del 1716, les ordinacions de Sancta Cilia, foren respectades íntegrament, i han arribat fins els nostres dies, en què, per la Compilació del dret civil especial de Catalunya --llei del 21 de juliol de 1960--, han quedat substituïdes pel text de l'esmentada llei, en el Títol III, articles 283 al 295 inclusivament, si bé cal recordar que el text vell no ha estat derogat i podrà ser considerat, al menys, amb força interpretativa, segons l'article i les disposicions finals.